# Konferencja Episkopatu Białorusi
Konferencja Katolickich Biskupów na Białorusi (biał. Канферэнцыя Каталіцкіх Біскупаў у Беларусі) – konferencja episkopatu zrzeszająca biskupów Kościoła katolickiego działających na obszarze Białorusi. Założona i zatwierdzona 11 lutego 1999. Jest członkiem Rady Konferencji Episkopatów Europy.

## Skład KEB
Członkowie Konferencji Biskupów Katolickich na Białorusi (2025) według statutu:
- abp Józef Staniewski,przewodniczący, arcybiskup metropolita mińsko-mohylewski
- bp Aleh Butkiewicz, wiceprzewodniczący, ordynariusz diecezji witebskiej[2]
- bp Jerzy Kosobucki, sekretarz generalny, biskup pomocniczy archidiecezji mińsko-mohylewskiej
- bp Antoni Dziemianko, ordynariusz diecezji pińskiej
- bp Uładzimir Hulaj, ordynariusz diecezji grodzieńskiej
- bp Aleksander Jaszewski SDB, biskup pomocniczy archidiecezji mińsko-mohylewskiej
- bp Andrej Znoska, biskup pomocniczy diecezji pińskiej
- abp Tadeusz Kondrusiewicz, arcybiskup metropolita senior mińsko-mohylewski
- bp Aleksander Kaszkiewicz, ordynariusz senior diecezji grodzieńskiej
- bp Kazimierz Wielikosielec OP, biskup pomocniczy senior diecezji pińskiej

## Struktura

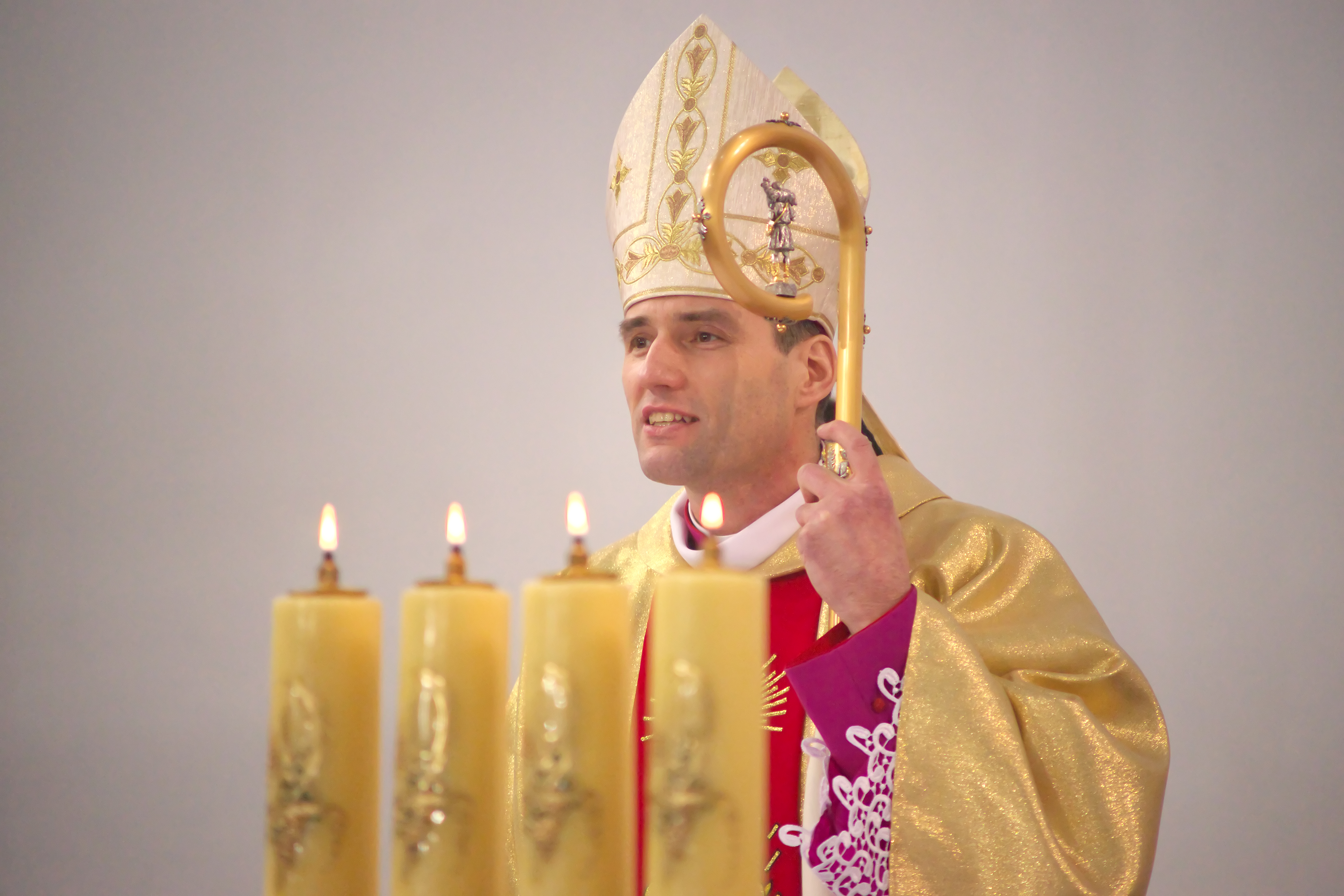
bp Oleg Butkiewicz (biskup witebski) – przewodniczący KEB (od 2021)

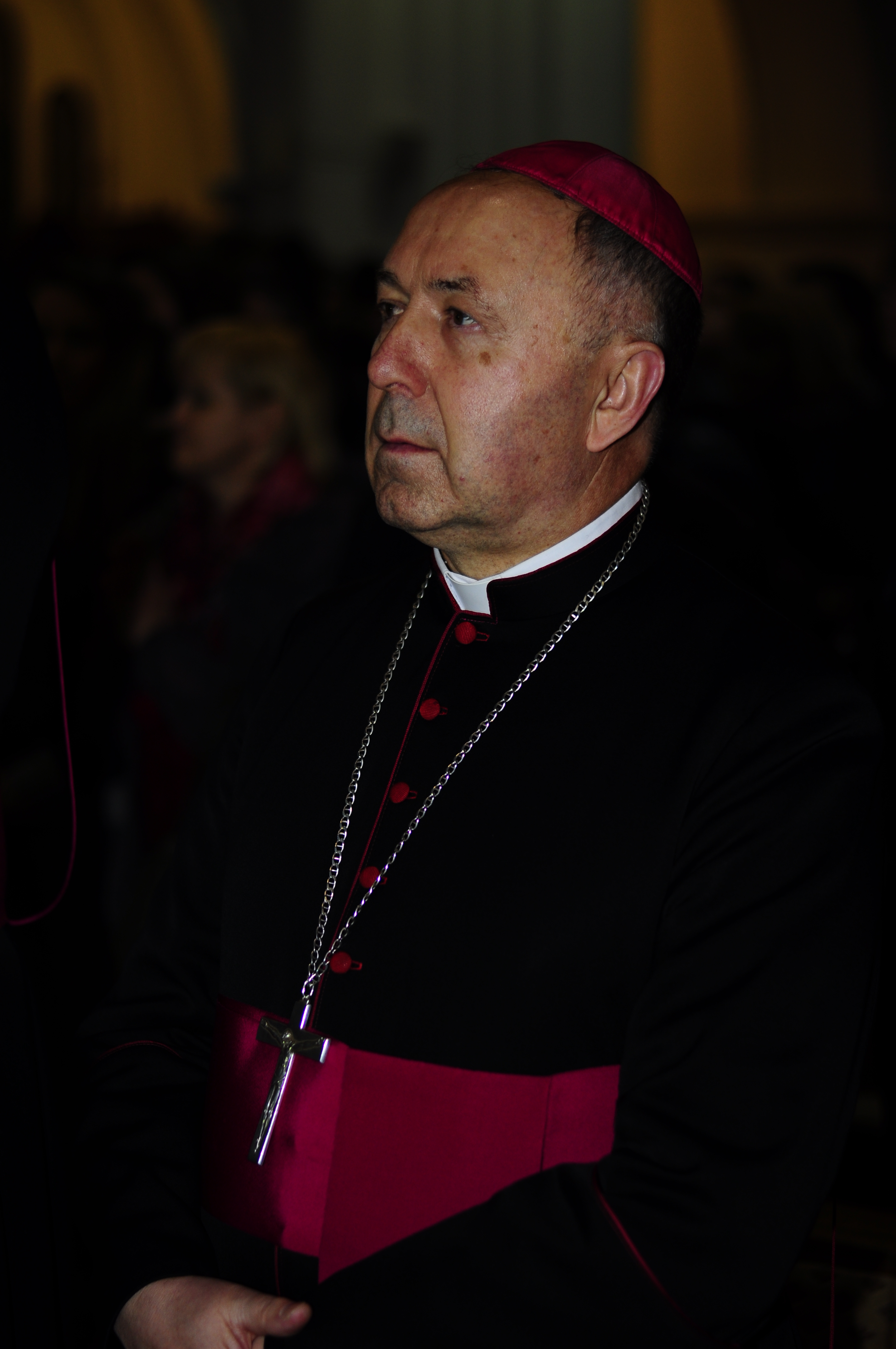
bp Aleksander Kaszkiewicz (biskup grodzieński) – wiceprzewodniczący KEB (od 2021)

Obecnie (wg stanu na 2015) Konferencja Episkopatu Białorusi ma następującą strukturę:
- Komisje:
  - Kultu Bożego i Dyscypliny Sakramentów – przewodniczący bp Antoni Dziemianko
    - Sekcja ds. Przekładu Tekstów Liturgicznych i Oficjalnych Dokumentów Kościoła
    - Sekcja ds. Muzyki Kościelnej

  - ds. Duchowieństwa – przewodniczący abp Tadeusz Kondrusiewicz
  - ds. Ogólnego Duszpasterstwa – przewodniczący bp Władysław Blin
  - ds. Katolickiej Edukacji i Katechezy oraz Duszpasterstwa Akademickiego – przewodniczący abp Aleksander Kaszkiewicz
- Rady:
  - ds. Rodziny – przewodniczący bp Antonij Dziamjanka
  - ds. Środków Masowego Przekazu – przewodniczący abp Tadeusz Kondrusiewicz
  - ds. Ekumenizmu – przewodniczący abp Tadeusz Kondrusiewicz
  - ds. Apostolstwa Świeckich – przewodniczący bp Władysław Blin
  - ds. Młodzieży – przewodniczący abp Aleksander Kaszkiewicz
  - ds. Migracji, Turystyki i Pielgrzymek oraz Duszpasterstwa Cyganów – przewodniczący bp Kazimierz Wielikosielec
  - ds. Trzeźwości – przewodniczący bp Kazimierz Wielikosielec
  - ds. Ochrony Dziedzictwa Kulturowego i Środowiska – przewodniczący bp Kazimierz Wielikosielec
  - ds. Dobroczynności, Sprawiedliwości i Pokoju – przewodniczący bp Antoni Dziemianko
- Odpowiedzialni i koordynatorzy:
  - odpowiedzialny za duszpasterstwo instytutów życia konsekrowanego i stowarzyszeń życia apostolskiego – bp Kazimierz Wielikosielec
  - koordynator krajowego duszpasterstwa powołań – bp Józef Staniewski[4] (Юзаф Станеўскі)
  - koordynator międzynarodowych kongresów eucharystycznych – ks. Jan Kuczyński[5] (Ян Кучыньскі)
- Inne służby:
  - Centrum Duszpasterskie przy KEB
  - Biuro Budowlane przy KEB
  - Służba Prasowa
  - Portal internetowy Сatholic.by
  - Caritas
  - Katolickie Stowarzyszenie Komunikacji Społecznej SIGNIS-Belarus[6]

## Przewodniczący Episkopatu Białorusi
- 1999–2006 – kard. Kazimierz Świątek
- 2006–2015 – bp Aleksander Kaszkiewicz
- 2015–2021 – abp Tadeusz Kondrusiewicz
- 2021–2024 – bp Oleg Butkiewicz
- od 2024 – abp Józef Staniewski

## Wiceprzewodniczący Episkopatu Białorusi
- 2006–2015 – bp Władysław Blin
- 2015–2021 – bp Oleg Butkiewicz
- 2021–2024 – bp Aleksander Kaszkiewicz
- od 2024 – bp Oleg Butkiewicz

## Sekretarze generalni
- 2006–2015 – bp Antoni Dziemianko
- 2015–2021 – bp Józef Staniewski
- od 2021 – bp Jerzy Kosobucki